# 札幌電視台
札幌電視放送株式會社（日语：／ Sapporo Terebi Hōsō Kabushiki Gaisha */?），通稱札幌電視台，簡稱STV，是日本的一家以北海道為播出地區的電視台。札幌電視台開播于1959年4月1日，是日本電視台聯播網NNN及NNS的成員，呼號為JOKX-DTV，遙控器號碼是5頻道。中波廣播電台STV電台是札幌電視台的全資子公司。

## 資本構成
下表列出2025年4月1日起札幌電視台的主要股東：
| 資本金        | 發行股份總數 | 股東數 |
| ------------- | ------------ | ------ |
| 7億5000萬日元 | 3,000股      | 1      |

| 股東           | 比例 |
| -------------- | ---- |
| 讀賣中京FS控股 | 100% |

2021年3月31日時札幌電視台的主要股東：
| 資本金        | 每股價值  | 發行股份總數 | 股東數 |
| ------------- | --------- | ------------ | ------ |
| 7億5000萬日元 | 1.5萬日元 | 3,000股      | 131    |

| 股東                     | 持股數 | 比例   |
| ------------------------ | ------ | ------ |
| 日本電視台               | 898股  | 29.93% |
| 讀賣新聞東京本社         | 358股  | 11.93% |
| 日本電視台小鳩文化事業團 | 219股  | 07.30% |
| 北海道電力               | 190股  | 06.33% |
| 讀賣電視台               | 145股  | 04.83% |
| 北洋銀行                 | 136股  | 04.53% |
| 北海道銀行               | 136股  | 04.53% |
| 第一生命保險             | 120股  | 04.00% |
| 中京電視台               | 116股  | 03.87% |
| 福岡放送                 | 113股  | 03.77% |

## 歷史

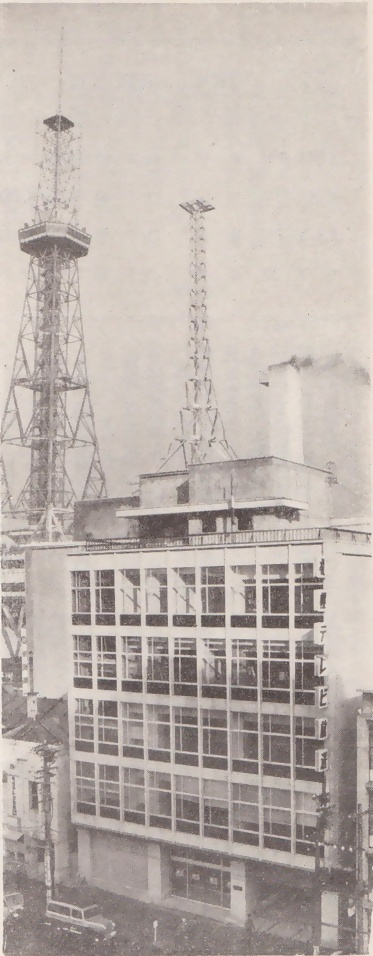
1961年時的札幌電視台放送會館

1957年年初，時任北海時報會長黑澤酉藏、北海時報社長菊池吉次郎、北海道炭礦汽船社長萩原吉太郎等人商談在北海道設立第二家民營電視台:9。當時日本的全國性報紙（讀賣新聞、朝日新聞、每日新聞、產經新聞）捆綁電視和報業兩大事業，以開設民營電視台為理由試圖，進軍北海道市場。這對北海道的地方報北海時報無疑是巨大威脅。因此北海時報對開設民營電視台十分積極。1957年4月，北海時報和北海道本地企業共同以「札幌電視台」名稱申請獲得商業電視播出執照:9-10，並在同年10月22日獲得電視播出執照:11。翌年3月31日，札幌電視台舉辦創立總會，並在4月8日正式登記設立公司:11。
1959年4月1日上午10時，札幌電視台正式開始播出電視節目:20。開播初期，札幌電視台每天播出9個半小時的節目:24。札幌電視台在開播時主要播出日本電視台的節目，但亦播出部分富士電視台和日本教育電視台的節目。由於札幌電視台最初獲得的是準教育台執照，因此節目比例中必須有20%是教育節目、30%是教養節目:24。札幌電視台的第一個自製節目也是教育節目《電視風土記》:25。在開播第一年，札幌電視台的法人所得就進入北海道前十位:25。1960年，札幌電視台放送會館竣工，令札幌電視台擁有了自己的電視攝影棚:29。同年札幌電視台工會亦宣告成立:29。1961年度，札幌電視台的營業額達12.7億日元，月均營業額超過1億日元:34。
1958年，札幌電視台申請獲得廣播播出許可，並在1962年7月10日正式開始播出廣播節目，成為日本唯一先開始電視服務，後開始廣播服務的廣電公司:17。同樣在1962年，日本教育電視台停止向札幌電視台提供節目:29。憑藉徹底的經費節儉方針，札幌電視台在1963年度後半期創下利潤率42.5%的極高數字:18。1964年，札幌電視台的訊號已覆蓋了北海道95%的人口:46。
1966年，札幌電視台開始播出彩色電視節目:57。同年札幌電視台加入了NNN，強化新聞報道體制:56。在1967年電視播出執照更新時，札幌電視台的播出執照從準教育台改為一般電視台，節目編排更加自由，可以播出更多娛樂節目:62。札幌電視台的節目製作能力也在1960年代後期有所提高，在1969年協助製作了日本電視台聯播網的人氣深夜節目《11PM》:77。札幌電視台在1971年修建了新放送會館，其建築面積是舊放送會館的三倍:84，並設置了電視新聞專用攝影棚:87。1972年，札幌電視台全面轉播了1972年札幌冬奧會:90-91。同年因北海道文化放送開播，札幌電視台不再播出富士電視台的節目，完全成為日本電視台系列聯播網的成員:91。1976年，STV電台實現訊號覆蓋北海道全境:110。

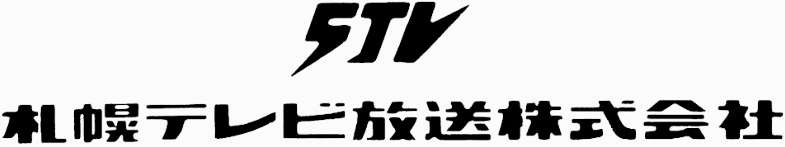
札幌電視台舊商標

札幌電視台在1977年導入了日本第一個廣告自動編輯播出系統:114。在開播20週年的1978年，札幌電視台製作了紀錄片《一年》等特別節目，並舉辦「歐洲名畫鑑賞會」等特別活動:118。1980年度，札幌電視台電視部門的營業額達83.4億日元，廣播部門營業額達17.36億日元，兩者合計超過100億日元，是札幌電視台營業額首次超過100億日元:139。1984年度，札幌電視台電視部門營業額超過100億日元，廣播部門超過20億日元:157。在1985年，STV電台的收聽率首次超過北海道放送，獲得北海道的收聽率第一:156。1991年度，札幌電視台電視部門營業額達133.74億日元，廣播部門營業額達32.1億日元，首次成為北海道營業額最高的民營廣電公司:203。在1993年，為紀念開播35週年，札幌電視台舉辦了「東山魁夷」展，吸引10萬人參觀:208。同一年度，札幌電視台的全日平均收視率達10.4%、黃金時段平均收視率達16%、晚間時段平均收視率達15.3%。第一次獲得北海道地區的收視率三冠王:209。1996年1月，札幌電視台開設了官方網站:224。在開播40週年的1998年，札幌電視台開設了柏林支局，強化對海外新聞的取材:234。但在2005年，札幌電視台關閉柏林支局，開設莫斯科支局:276。
2000年1月，札幌電視台啟用第二代商標（即現行商標）:250。同年4月7日，札幌電視台投資的札幌媒體園 Spica正式開業，成為札幌市新的重要文化據點:250。但由於持續虧損，札幌電視台在2007年退出Spica的經營:286-287。札幌電視台的營業額在2000年度創下199.82億日元的記錄:256。至2003年，札幌電視台連續10年獲得收視率三冠王:271。2005年，札幌電視台新建新聞資訊中心「D・Tera・s」，用於製作播出資訊節目:278。同年札幌電視台將其廣播部門獨立為全資子公司STV電台:280。札幌電視台的黃金時段和晚間時段收視率在2005年被北海道文化放送超過，連續「三冠王」記錄也因此停留在11年，但這一年札幌電視台仍維持了全日的收視率冠軍，創下日本民營電視台的最長記錄:280。
2006年6月1日，札幌電視台開始播出數位電視訊號:281-282。翌年札幌電視台的數位電視訊號覆蓋了包括札幌、旭川、函館、帶廣、釧路、北見等主要都市:288。但由於數位電視設備投資增加，札幌電視台在2006年度出現開播以來首次虧損:288。2011年7月24日，札幌電視台停止播出類比電視訊號。札幌電視台的收視率在2000年度後期出現明顯回升。至2021年，札幌電視台已經連續14年獲得收視率三冠王。2022財年，札幌電視台繼續維持各時段的個人和家庭收視率三冠王，全日部門的家庭收視率更連續31年奪冠，持續更新日本最長記錄。

## 節目

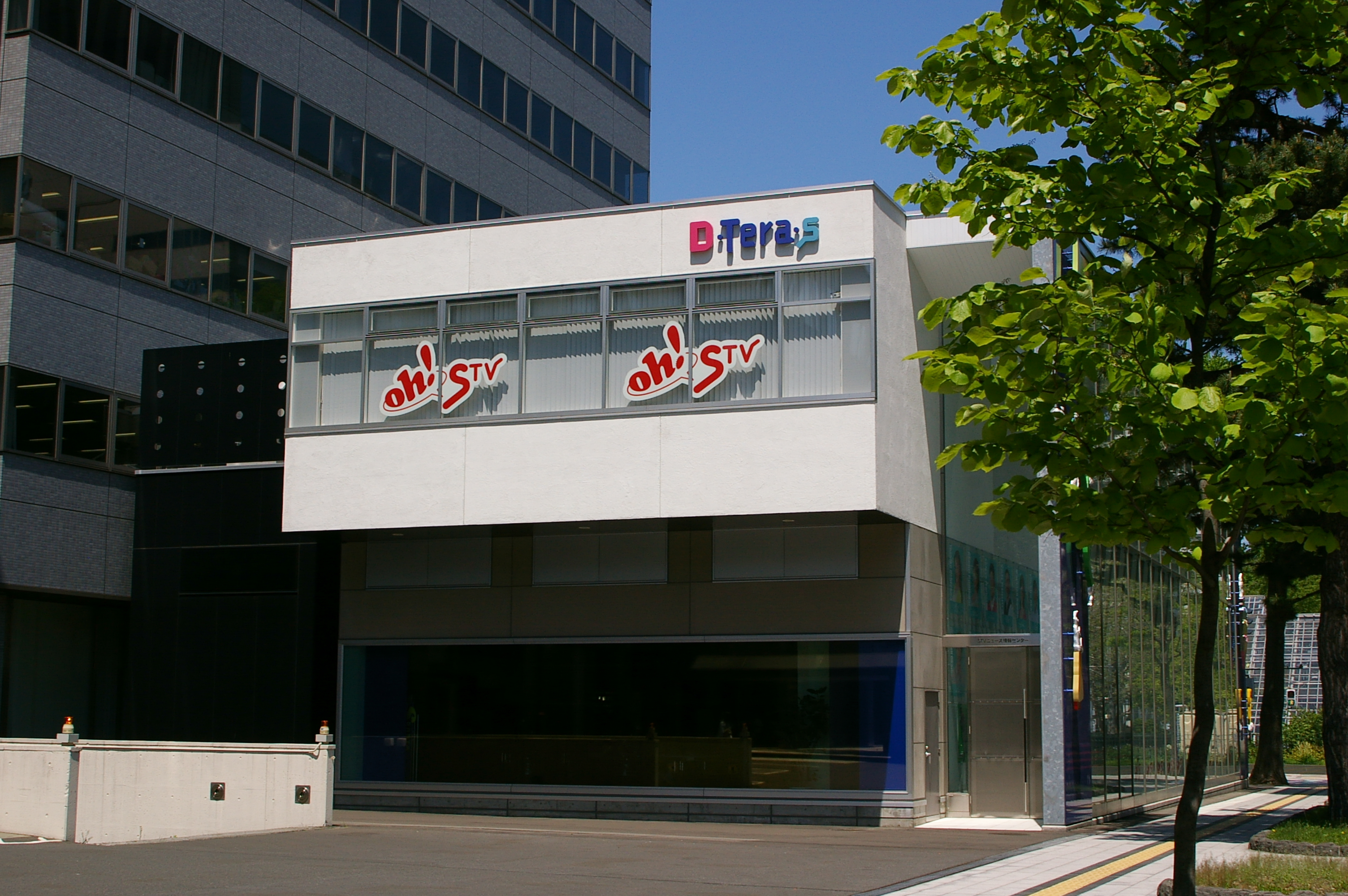
札幌電視台新聞資訊中心「D・Tera・s」

札幌電視台在開播時每天播出兩次地方新聞，每次時長5分:25。1973年開始播出的《2時廣角秀》是札幌電視台第一檔大型自製帶狀資訊節目，主要面向主婦觀眾:95-96。1982年開始，札幌電視台在傍晚的地方新聞節目改以《STV新聞Today》名稱播出，時間也延長至30分，實現了傍晚新聞的大型化。但收視率並未能超過HBC的《電視港6》:142。同年札幌電視台往NNN倫敦支局派遣特派員，是札幌電視台首次向海外派遣特派員:142-143。1991年10月7日，札幌電視台開始在週一至週五播出2小時的大型帶狀資訊節目《道產子廣角120》，是日本民營電視業界首個在傍晚播出的2小時資訊節目:196。1992年，該節目前往日本和俄羅斯之間的爭議領土擇捉島採訪，引發話題。收視率也在同時逐漸提升:198-199。1993年時，《道產子廣角120》已取得20%的高收視率。這一年《道產子廣角》的播出時間延長為212分，成為日本播出時間最長的直播節目:208。現在《道產子廣角》的播出時長為3小時，仍維持同時段的收視率冠軍。
受到《道產子廣角》成功的影響，札幌電視台於1991年開始在晨間也播出自製的資訊節目《朝6生廣角》，成功打破NHK在這一時段的壟斷地位:211。現在札幌電視台在晨間播出的自製資訊節目是2011年開始播出的《道產子廣角早晨》，在每週一至週五早晨5時播出。
1984年，札幌電視台首次製作電視劇《鬼峠》:152。此後札幌電視台曾長期每年製作一部單集電視劇。1986年，札幌電視台製作的《密漁夫婦》在札幌地區獲得32.1%的高收視率:162。現在札幌電視台自製的綜藝節目大多是深夜節目，包括週四深夜播出的女性向資訊節目《Joshista》；週六深夜播出的三明治人的冠名節目《熱烈!熱三明治!》；週日午後播出，兼具紀錄片和旅行節目特徵的《1×8出發吧!》；週日深夜播出的《Bugiugi専務》。

## 註释
1. ↑  「三冠」指全日（6:00-24:00）、黃金時間（19:00-22:00）、晚間時段（19:00-23:00）三個時段皆獲得收視率第一。

## 外部連結
- STV札幌電視台 （页面存档备份，存于）
- STV廣報的X（前Twitter）
- YouTube上的札幌電視台官方頻道
- 札幌電視台的Instagram帳戶